# Rivesville
Rivesville é uma cidade  localizada no estado norte-americano de Virgínia Ocidental, no Condado de Marion.

## Demografia
Segundo o censo norte-americano de 2000, a sua população era de 913 habitantes.
Em 2006, foi estimada uma população de 915, um aumento de 2 (0.2%).

## Geografia
De acordo com o United States Census Bureau tem uma área de
1,6 km², dos quais 1,5 km² cobertos por terra e 0,1 km² cobertos por água. Rivesville localiza-se a aproximadamente 312 m acima do nível do mar.

## Localidades na vizinhança
O diagrama seguinte representa as localidades num raio de 12 km ao redor de Rivesville.